# Лозниця (Разградська область)
Ло́зниця (болг. Лозница) — місто в Разградській області Болгарії. Адміністративний центр общини Лозниця.

## Населення
За даними перепису населення 2011 року у місті проживали 2230 осіб.
Національний склад населення міста:
| Національність   | Кількість осіб | Відсоток |
| ---------------- | -------------- | -------- |
| болгари          | 1258           | 65,6%    |
| турки            | 542            | 28,3%    |
| інша             | 112            | 5,8%     |
| Всього відповіли | 1918           |          |

Розподіл населення за віком у 2011 році:
Динаміка населення: